# Castellare-di-Mercurio
Castellare-di-Mercurio (en cors U Castellà di Mercuriu) és un municipi francès, situat a la regió de Còrsega, al departament d'Alta Còrsega. L'any 1999 tenia 25 habitants.

## Demografia
| 1962 | 1968 | 1975 | 1982 | 1990 | 1999 |
| ---- | ---- | ---- | ---- | ---- | ---- |
| 66   | 90   | 45   | 38   | 29   | 25   |

## Administració
| Període | Identitat          | Partit | Qualitat |  |
| ------- | ------------------ | ------ | -------- |  |
| 2001-   | Mathieu Giudicelli |        |          |  |